# St.-Elias-Kirche (Tschornobyl)

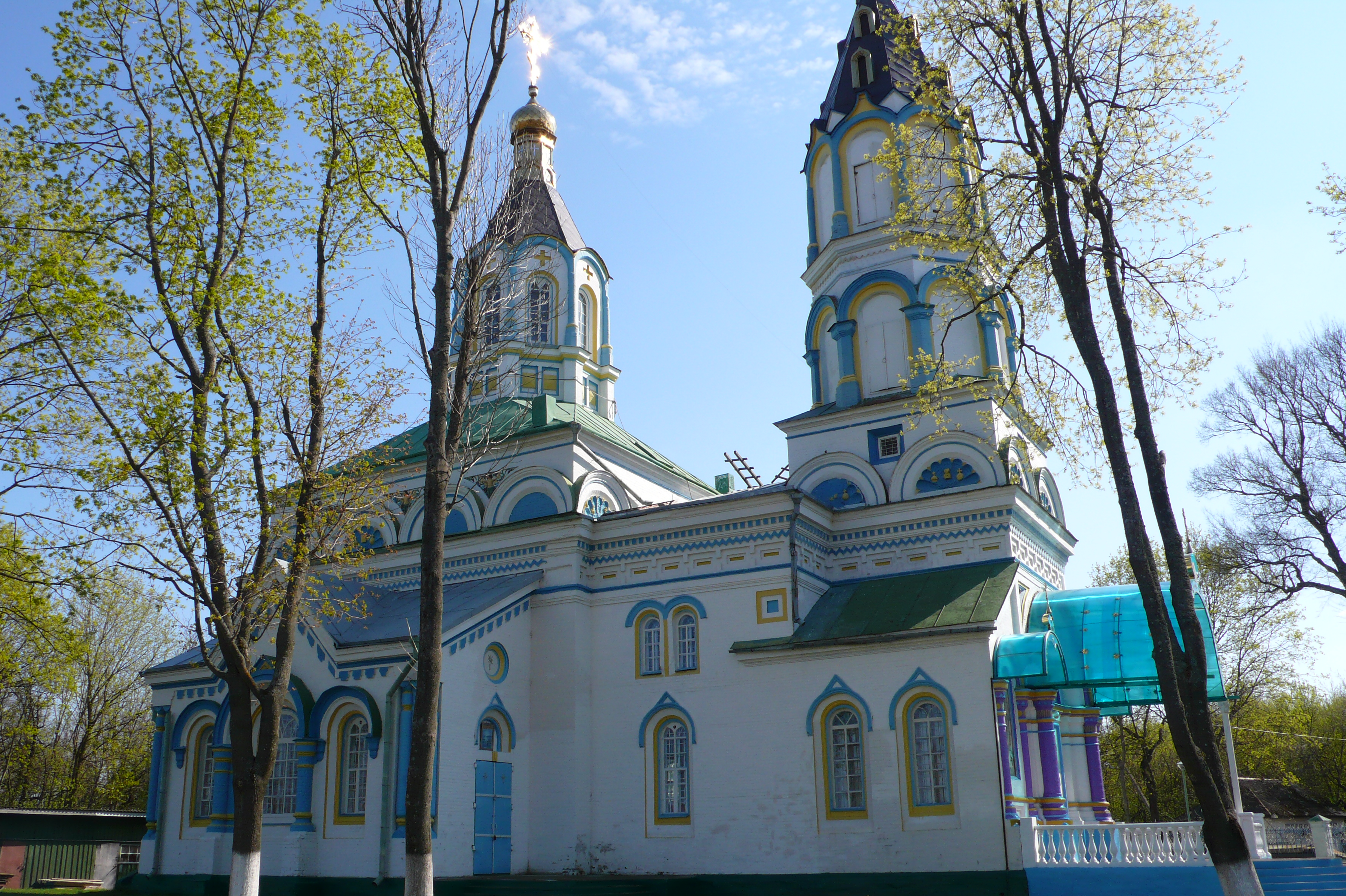
St.-Elias-Kirche (2007)

Die St.-Elias-Kirche (ukrainisch Свято-Іллінська церква) ist eine Kirche in Tschornobyl. Sie ist die einzige aktive Kirche in der Sperrzone.
Die Holzkirche wurde erstmals 1749 erwähnt. Davor und danach ist sie mehrmals niedergebrannt und wieder aufgebaut worden. 1873 kam Alexander II. hier vorbei. Kurz davor war die Kirche ein weiteres Mal niedergebrannt. Er war empört darüber, dass es in Tschornobyl statt einer Kirche nur Asche gab. Aus der Staatskasse wurden 30.000 Rubel für den Bau einer neuen Kirche bereitgestellt. Fünf Jahre später wurde sie als Steinkirche wieder errichtet und in Tschornobyl eine Büste Alexanders aufgestellt. Die Kirche ist nach Elija benannt. In der Kirche befindet sich eine Ikone von Nikolaus von Myra. In der Sowjetzeit wurde die Ikone in drei Teile geschnitten und die Büste verschwand.
Es gab zwei Versuche, die Kirche zu sprengen. Das erste Mal in den 1920er Jahren durch lokale atheistische Aktivisten, die jedoch von Gläubigen des Ortes gehindert wurden, indem sie sich auf den Boden der Kirche legten. Das zweite Mal 1941, als die sich vor den Deutschen zurückziehenden sowjetischen Truppen die Kirche als strategisches Ziel für den Feind betrachteten, verminten diese die Kirche. Gläubige aus dem Ort entfernten den Sprengstoff eigenhändig, wobei sie ihr eigenes Leben opferten. In der Sowjetzeit wurde die Kirche als Lagerhaus verwendet.
Seit der Nuklearkatastrophe stand die Kirche leer, bis sie 1994 auf Wunsch von Schichtarbeitern und Bahnhofsmitarbeitern wiedereröffnet wurde. Mit dem Segen Metropolit Wolodymyrs wurden seit 2001 die Gottesdienste in der Kirche wieder aufgenommen. 2003 begannen mit Unterstützung des Staatlichen Dienstes für Notfallsituationen die Arbeiten zur Restaurierung der Kirche. Zum Gedenken an die Katastrophe sowie für die Gesundheit der Überlebenden wurde für die Kirche die Ikone „Retter von Tschornobyl“ gemalt. Bei der Restaurierung wurde Alexanders Büste unter dem Narthex gefunden. Wahrscheinlich wurde sie dort von Gemeindemitgliedern vergraben. Die Büste wird heute in der Kirche aufbewahrt und kann besichtigt werden. Am 25. Jahrestag der Katastrophe im Jahr 2011 trafen sich in der Kirche die Präsidenten Wiktor Janukowytsch und Dmitri Medwedew sowie Metropolit Wolodymyr und Patriarch Kyrill I.
Zu jedem Jahrestag der Katastrophe wird in der Kirche um 1.23 Uhr die „Glocke der Trauer“ geläutet. Die Anzahl der Schläge entspricht der Anzahl der Jahre, die seit der Katastrophe vergangen sind. In der Kirche befinden sich Teile der Reliquien von Wladimir I. und Seraphim von Sarow. Die Luft am Standort der Kirche ist doppelt so sauber wie in Kiew.